# 保科正樹
保科 正樹（ほしな まさき、1959年5月 - ）は、日本の農林水産技官。ひたちなか市企画部長や、水産庁次長等を経て、公益財団法人海洋生物環境研究所理事長。

## 人物・経歴
富山県出身。1982年東京水産大学（現東京海洋大学）水産学部増殖学科卒業。大学では渓流釣り好きが高じて稚魚の餌研究に従事。増養殖への興味から1983年に水産庁に入庁した。1995年ひたちなか市経済部水産課長。1996年ひたちなか市経済部次長。1997年ひたちなか市企画部長。
水産庁漁政部企画課課長補佐等を経て、2009年水産庁漁政部企画課水産業体質強化推進室長。
2012年水産庁資源管理部管理課資源管理推進室長。2013年水産庁増殖推進部栽培増殖課長。2016年水産庁増殖推進部長。2019年7月8日から水産庁次長を務め、北太平洋サンマ漁獲可能量導入に向け北太平洋漁業委員会での協議にあたるなどした。2020年6月25日公益財団法人海洋生物環境研究所理事長。